# Rumbeke
Rumbeke – dzielnica (deelgemeente) miasta Roeselare w Belgii, w Regionie Flamandzkim, w prowincji Flandria Zachodnia, w okręgu Roeselare. 1 stycznia 2020 roku liczyła 14 451 mieszkańców. Do 31 grudnia 1976 samodzielna gmina.

## Demografia
Liczba mieszkańców, stan na 1 stycznia:
| Rok                | 1930 | 1961 | 2020   |
| ------------------ | ---- | ---- | ------ |
| Liczba mieszkańców | 6816 | 8649 | 14 451 |